# Pákolicz János
Pákolicz János (Kalocsa, 1849. január 29. – Máriaradna, 1935 április) római katolikus pap, egyházi író.

## Élete
Szülővárosában végezte el középiskoláit, majd teológiai tanulmányait. 1871. július 26-án szentelték pappá. 1871 februárjában tanítói oklevelet is szerzett, és mint elemi iskolai tanító félévig Kalocsán, négy évig Fajszon tanított kápláni teendői mellett. 1875. augusztus 21-től kalocsai karkáplán volt, 1886-tól horgosi (Csongrád m.) plébános.

## Művei
- 1. Egyházi beszédek hármas sorozata. Az év minden vasárnapjára és ünnepére. Kalocsa, 1883–84, három kötet (A budapesti egyetem hittudományi kara a Horváth-féle 400 frtos díjjal jutalmazta.)
- 2. Újabb egyházi beszédek. Szeged, 1892